# Desert Fireball Network
Le Desert Fireball Network (DFN) est un réseau de caméras situé en Australie destiné à l'observation des bolides pénétrant dans l'atmosphère et à faciliter la récupération des météorites qui en résultent éventuellement. Il exploite 50 caméras autonomes, réparties en Australie-Occidentale et en Australie-Méridionale, notamment la plaine de Nullarbor, la ceinture de blé d'Australie-Occidentale et le désert d'Australie-Méridionale, couvrant une superficie de 2,5 millions de km². Il a été créé en 2005 et fait partie du réseau mondial Global Fireball Observatory. Il est soutenu par le Space Science and Technology Centre et au Curtin Institute of Radio Astronomy de l'université Curtin à Perth.
Le groupe initiateur de ce réseau a commencé ses observations en 2007 dans la plaine de Nullarbor, une région désertique propice à la recherche de fragments météoritiques.

## Organisation et moyens

### Caméras

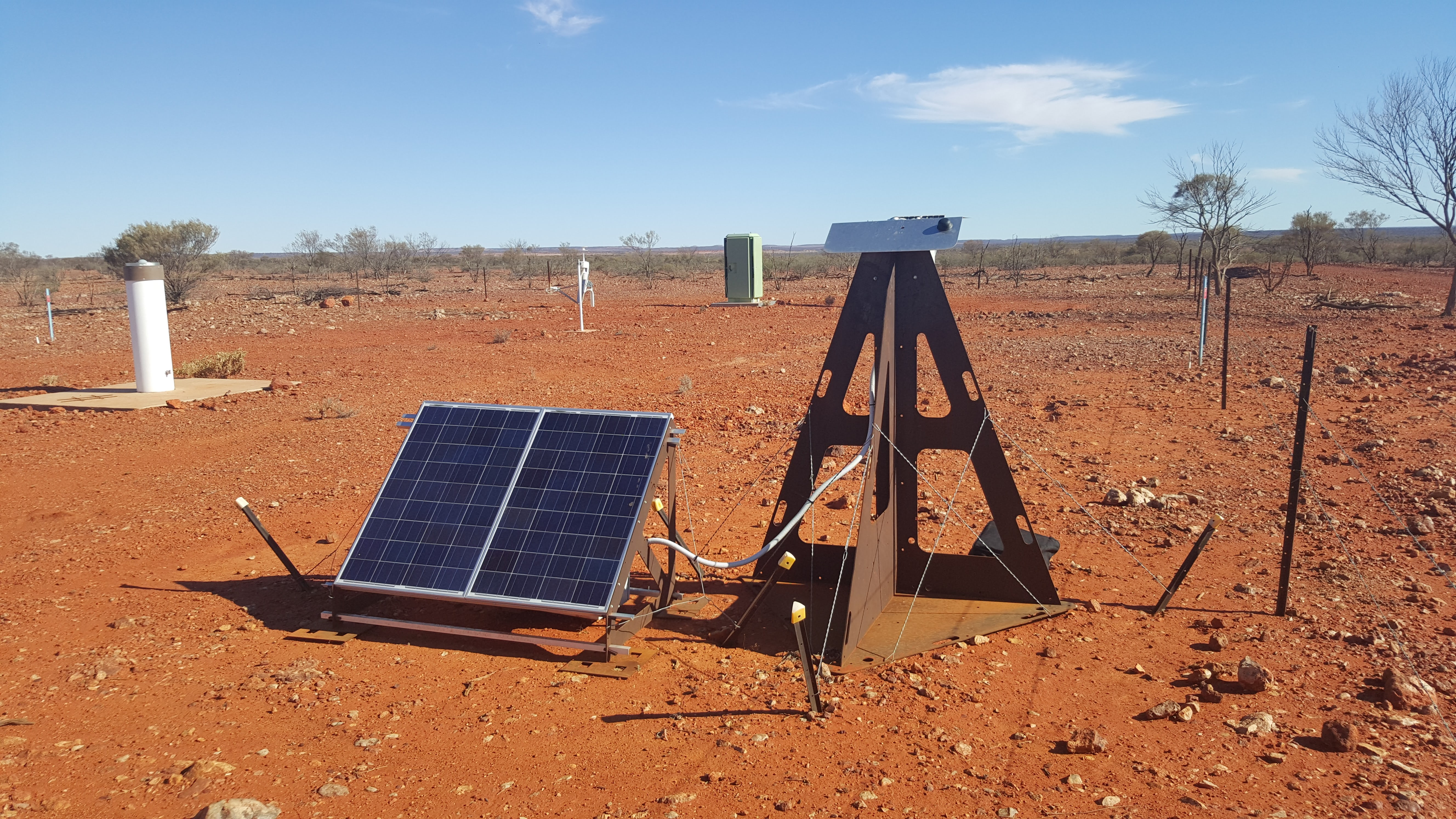
Station DFN de : un observatoire typique de l'outback (avec quelques équipements sans rapport en arrière-plan)

Les observatoires du DFN utilisent des appareils photo grand public (notamment des reflex numériques) équipés d'objectif fisheye de 8 mm à projection stéréographique couvrant la quasi-totalité du ciel. Les caméras sont contrôlées via un PC Linux intégré utilisant gPhoto2 et les images sont archivées sur plusieurs disques durs pour stockage jusqu'à la visite des observatoires pour maintenance (tous les 8 à 18 mois selon la capacité de stockage).
Les appareils prennent une image en longue pose toutes les 30 secondes pendant toute la nuit. Après la capture d'image un système de détection automatique des événements recherche les boules de feu. Les événements sont comparés sur le serveur central à d'autres images provenant de diverses stations.
Un code temporel synchronisé par GNSS est intégré aux images grâce à un obturateur à cristal liquide afin de fournir des données temporelles absolues avec une précision temporelle supérieure à une milliseconde. Le temps absolu est utilisé pour le calcul des orbites des météoroïdes et le temps relatif, également intégré au code temporel, est utilisé pour l'analyse des trajectoires.

### Réseau d'information et de calcul
Le rythme d'acquisition des données nécessite un pipeline numérique automatisé pour la réduction des données. Une liaison sans fil avec chaque observatoire automatisé permet une vérification croisée des mesures et le téléchargement des images. Un logiciel permet de faciliter la localisation des trajectoires des boules de feu en coordonnées pixelisées. Celles-ci sont converties en coordonnées célestes avec une précision d'une minute d'arc utilisant un outil d'étalonnage astrométrique conçu pour identifier automatiquement les étoiles environnantes et les utiliser comme système de référence. Les différents images sont triangulées selon une approche modifiée de minimisation par moindres carrés incluant une pondération basée sur la qualité de l'image. Un système d'obturateur intégré à l'objectif de chaque observatoire code une suite de de Bruijn unique et non répétitive pour chaque observation. Cette méthode fournit des informations temporelles précises à 0,4 ms près. Un logiciel utilise ces paramètres pour déterminer les orbites de chaque météoroïde à l'origine du phénomène. Afin de déterminer la présence potentielle de fragments météoritiques l'estimation de l'évolution de la masse du météoroïde est modélisée. Les vents atmosphériques influençant fortement la trajectoire de l'objet et de ses fragments les données GPS sont utilisées dans un modèle atmosphérique utilisant un maillage de résolution 0,008 degré créé spécifiquement autour de la zone d'impact. Une simulation de vol par la méthode Monte Carlo est réalisée pour déterminer une zone de chute probable pour les fragments.
Le réseau DFN produit des centaines de téraoctets de données par an, principalement constituées d'images haute résolution du ciel. Seule une petite fraction de ces données est nécessaire et gérée comme indiqué ci-dessus. Cependant ces données offrent de nombreuses autres utilisations potentielles dans les domaines de l'astronomie ou de la surveillance de l'espace. Les disques durs amovibles des stations sont donc collectés lors de l'entretien régulier des site et remplacés par des disques durs vierges, puis transportés à Perth pour être archivés dans une base de données du Pawsey Supercomputing Centre (en). Cette base de données de plusieurs pétaoctets permet la recherche dans l'ensemble de données à l'aide de métadonnées génériques.

### Modélisation météorologique
La trajectoire finale non lumineuse (dark flight) d'un météoroïde étant fortement affectée par les vents la situation météorologique dans la zone d'impact est modélisée numériquement à l'aide du modèle météorologique Weather Research and Forecasting. Le modèle météorologique est généralement initialisé à l'aide des données d'analyse du modèle opérationnel d'analyse troposphérique globale des National Centers for Environmental Prediction avec une résolution de un degré. Le modèle produit une matrice 3D pour une zone et un temps donnés, avec une résolution horizontale allant jusqu'à 1 km. Des profils météorologiques sont extraits de ces données tridimensionnelles : vitesse et direction du vent, pression, température et humidité relative jusqu'à des altitudes de 30 km environ.

## Recherche de météorites

### Méthodes de recherche
À partir des prévisions de chute des équipes de recherche de 4 à 6 personnes sont constituées pour des périodes pouvant aller jusqu'à deux semaines. Les techniques de recherche sont adaptées à la taille de chute prévue et à l'ellipse d'erreur :
- Recherche à pied avec quadrillage de la zone à l'aide d'appareils GPS pour guider les marcheurs ou utilisation de drapeaux de topographie pour marquer les zones dant le cas de masses prévues plus faibles ou d'une ellipse d'erreur plus petite. Cette dernière méthode permet une couverture détaillée de la zone avec un niveau de confiance plus élevé mais requiert un temps supérieur pour une surface donnée.
- Pour les zones plus vastes, recherche à l'aide de quads ou de VTT. Cette méthode est particulièrement adaptée aux chutes prévues plus importantes ou aux zones dégagées offrant une bonne visibilité à longue distance.
- Les recherches actuelles se concentrent sur l'utilisation de drones[7].

### Découvertes
Le réseau DSN a permis d'identifier la trajectoire de bolides et de retrouver des fragments de ceux-ci.
| Nom               | Date             | Lieu                  | Classification    | References |
| ----------------- | ---------------- | --------------------- | ----------------- | ---------- |
| Bunburra Rockhole | 21 juillet 2007  | Australie-Méridionale | Eucrite bréchique | ,          |
| Mason Gully       | 13 avril 2010    | Australie-Occidentale | Chondite H5       | ,          |
| Murrili           | 27 novembre 2015 | Australie-Méridionale | Chondite H5       | ,          |
| Dingle Dell       | 31 octobre 2016  | Australie-Occidentale | Chondrite LL5     | ,          |
| Arpu Kuilpu       | 1er juin 2019    | Australie-Méridionale | Chondite H5       | ,          |
| Puli Ilkaringguru | 18 novembre 2019 | Australie-Occidentale | Chondite H5       | [ 19 ]     |
| Madura Cave       | 19 juin 2020     | Australie-Occidentale | Chondrite LL5     | ,          |
| Kybo-Lintos       | 1er avril 2021   | Australie-Occidentale | Chondrite H4/5    | [ 7 ]      |